# Poulnabrone-Dolmen

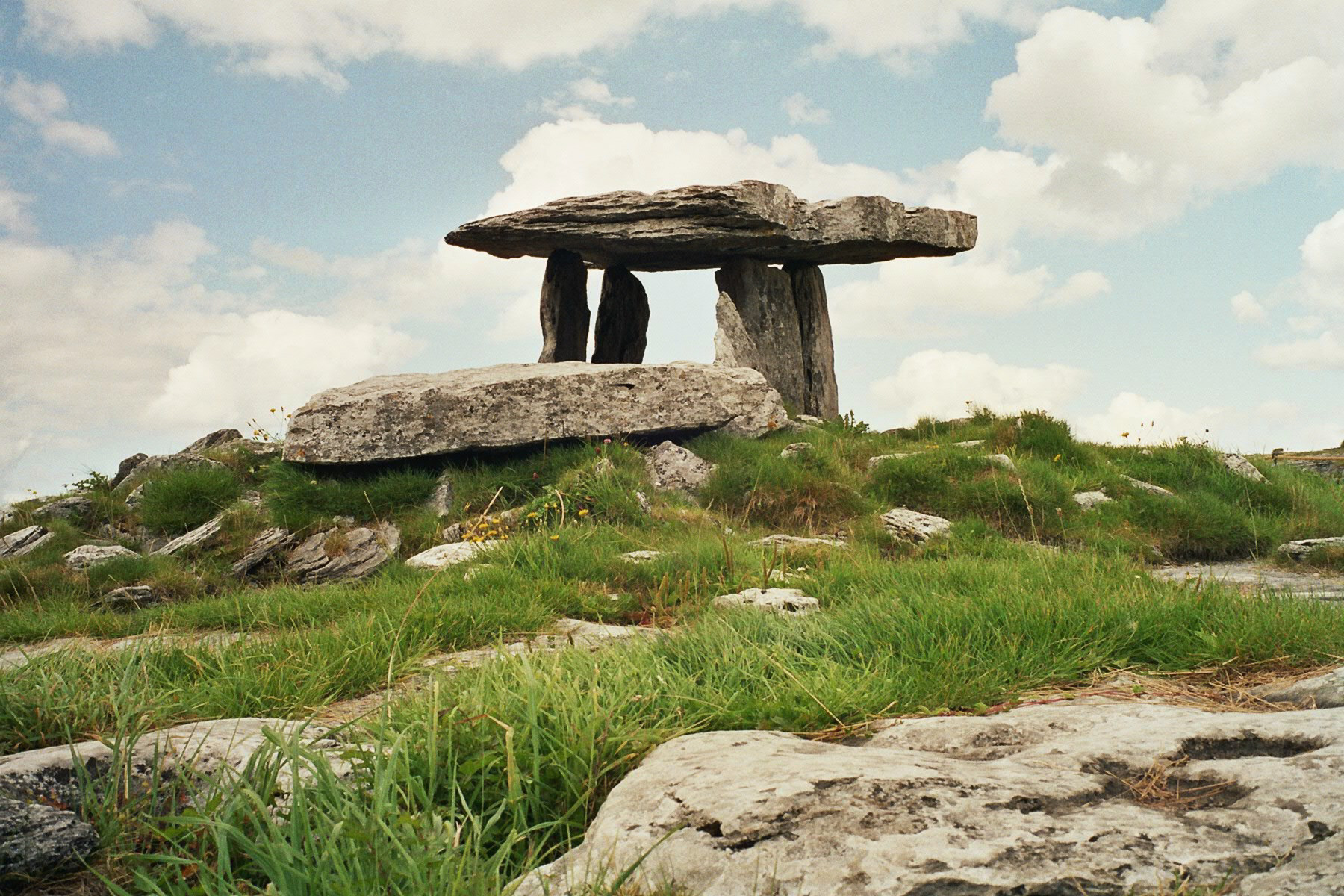
Poulnabrone-Dolmen, County Clare, Irland

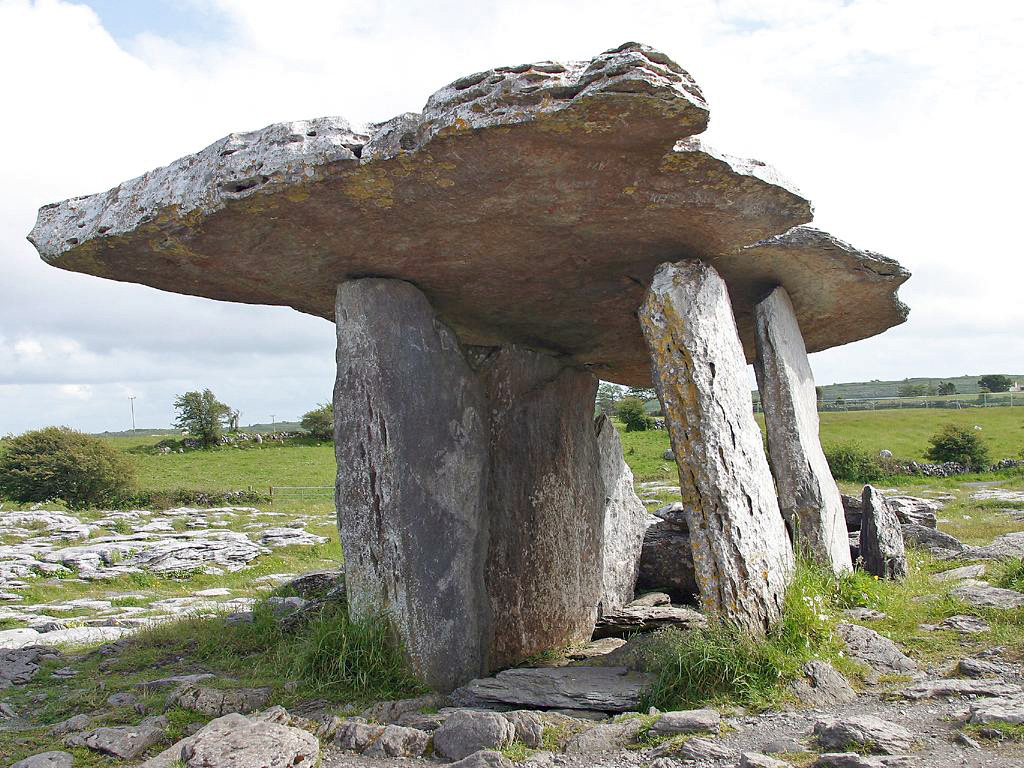
Poulnabrone-Dolmen, heute mit drei Orthostaten versehen

Der Poulnabrone-Dolmen (irisch Poll na Brón, auch Poll na mBrón – deutsch das Loch des Mühlsteins oder das Loch der Sorgen, daher engl. auch the hole of the sorrows genannt) ist ein Portal Tomb. Er liegt im Burren, County Clare, Irland, und wurde in der Jungsteinzeit, wahrscheinlich zwischen 3800 und 3200 v. Chr. erbaut. Der Dolmen ist aus zwei Orthostaten aufgebaut, die einen ungefähr 3,65 m langen Deckstein stützen. Ursprünglich wurde er durch einen Steinhügel bedeckt.
Restaurierungsarbeiten wurden in den Jahren 1986 bis 1988 durchgeführt, nachdem 1985 im östlichen der beiden Tragsteine ein Riss entdeckt worden war. Es wurde jedoch nicht nur der beschädigte Tragstein erneuert, sondern auch ein zusätzlicher Orthostat an der Westseite gesetzt, um den Deckstein zu stabilisieren. Im Zuge dieser Arbeiten konnte Dr. Ann Lynch auch Grabungen durchführen, bei denen sie Reste von Bestattungen fand, die sich in den Rinnen im Kalkstein erhalten hatten. Diese Spuren sind auf um 3000 v. Chr. (5100–4900 BP) datiert. Ergebnisse von Ausgrabungen wurden von Dr. Ann Lynch 2014 in einem Buch veröffentlicht.